# Verbandsgemeinde Arneburg-Goldbeck
In de Verbandsgemeinde Arneburg-Goldbeck werken acht gemeenten uit de Landkreis Stendal samen ter vervulling van de gemeentelijke taken. Juridisch gezien behouden de deelnemende gemeenten hun zelfstandigheid.

## Deelnemende gemeenten
Deelnemende gemeente met bijbehorende Ortsteile zijn:
- Arneburg, Stad (1.472) met Beelitz en Dalchau
- Eichstedt (Altmark) (918) met Baben, Baumgarten, Lindtorf en Rindtorf
- Goldbeck * (1.388) met Bertkow, Möllendorf, Petersmark en Plätz
- Hassel (909) met Chausseehaus Hassel, Sanne en Wischer
- Hohenberg-Krusemark (1.204) met Altenzaun, Gethlingen, Groß Ellingen, Hindenburg, Klein Ellingen, Klein Hindenburg, Osterholz en Rosenhof
- Iden (783) met Busch, Büttnershof, Germerslage, Rohrbeck en Sandauerholz
- Rochau (1.001) met Schartau
- Werben (Elbe), Hansestad (1.017) met Behrendorf, Berge, Giesenslage, Neu Werben en Räbel